# Пантелєєв Григорій Володимирович
Григорій Володимирович Пантелєєв (латис. Grigorijs Panteļejevs, рос. Григорий Владимирович Пантелеев; народився 13 листопада 1972 у м. Гастелло, СРСР) — латвійський хокеїст, лівий нападник.

## Ігрова кар'єра
Виступав за «Динамо» (Рига), «Старс» (Рига), «Бостон Брюїнс», «Провіденс Брюїнс» (АХЛ), «Нью-Йорк Айлендерс», «Юта Гріззліз» (ІХЛ), «Сан-Антоніо Дрегонс» (ІХЛ), «Орландо Солар Бірс» (ІХЛ), «Ганновер Скорпіонс», «Локомотив» (Ярославль), ХК «Седертельє», ХК «Ольтен», ХК «Рига 2000», «Пеліканс», ХК «Арбога», ХК «Дмитров», ХК «Больцано», ХК «Цуг», ХК «Мартіньї», ХК «Понтебба», ХК «Цель-ам-Зе», ХК «Ландсберг».
У складі національної збірної Латвії учасник зимових Олімпійських ігор 2002 і 2006, учасник чемпіонатів світу 1994 (група B), 2000, 2001, 2002, 2003, 2004, 2005, 2006 і 2007.

## Тренерська кар'єра
Головний тренер хокейного клубу «Ростов».